# Башкан Гагаузије
Башкан Гагаузије (гаг: Başkan) или гувернер Гагаузије је највиша политичка позиција у Аутономној територијалној јединици Гагаузији. Њему су потчињени сви органи јавне управе Гагаузије. Актуелни башкан од 2015. године је Ирина Влах.